# Municipio de Pleasant (condado de Van Wert)
El municipio de Pleasant (en inglés: Pleasant Township) es un municipio ubicado en el condado de Van Wert en el estado estadounidense de Ohio. En el año 2010 tenía una población de 10716 habitantes y una densidad poblacional de 112,46 personas por km².

## Geografía
El municipio de Pleasant se encuentra ubicado en las coordenadas 40°51′35″N 84°38′25″O / 40.85972, -84.64028. Según la Oficina del Censo de los Estados Unidos, el municipio tiene una superficie total de 95.28 km², de la cual 94.31 km² corresponden a tierra firme y (1.02%) 0.97 km² es agua.

## Demografía
Según el censo de 2010, había 10716 personas residiendo en el municipio de Pleasant. La densidad de población era de 112,46 hab./km². De los 10716 habitantes, el municipio de Pleasant estaba compuesto por el 94.95% blancos, el 1.61% eran afroamericanos, el 0.09% eran amerindios, el 0.32% eran asiáticos, el 0.01% eran isleños del Pacífico, el 1.23% eran de otras razas y el 1.78% pertenecían a dos o más razas. Del total de la población el 3.99% eran hispanos o latinos de cualquier raza.